# LocalBitcoins
LocalBitcoins es una startup lanzada en 2012 y basada en Helsinki, Finlandia. Facilita el intercambio comercial en línea entre particulares de Bitcoin (BTC) por moneda local y Ethereum, XRP y Litecoin.
Los usuarios pueden publicar anuncios de compra o venta en la plataforma, fijando ellos mismos las tasas, métodos de pago y condiciones para sus operaciones comerciales. Otros usuarios pueden iniciar intercambios con ellos a través de esos anuncios, pudiendo pagar a través de transferencias bancarias, procesadores de pagos, entre otros métodos de acuerdo con la configuración del anuncio.
La plataforma también integra un mecanismo de puntuación que permite medir la reputación pública de los usuarios y un sistema de depósito de garantía (escrow) y resolución de conflictos.

## Acontecimientos relevantes
Hasta  diciembre de 2013, LocalBitcoins tenía alrededor de 110 mil comerciantes activos con un volumen de comercio de 1400 a 3000 bitcoins por día.
El 9 de febrero de 2014 se dio a conocer que dos hombres de Florida fueron juzgados por violar las leyes estatales relacionadas con el lavado de dinero usando LocalBitcoins.
En febrero de 2014 la compañía anunció que produciría en masa cajeros automáticos bitcoin de bajo costo.
El 24 de mayo de 2019 Localbitcoins anunció que dejaría de proveer sus servicios a usuarios iraníes.
En junio de 2019 la empresa confirmó oficialmente haber eliminado la opción para comerciar Bitcoin (BTC) por dinero en efectivo para ajustarse a las nuevas regulaciones finlandesas.
El 9 de febrero del 2023, la empresa comunicó el cierre definitivo del servicio y disolución de la empresa, y llama a todos sus usuarios a retirar todos sus bitcoins lo más pronto posible. 